# Gerry Beckley
Gerald Linford Beckley (Fort Worth (Texas), 12 september 1952) is een Amerikaanse pianist-gitarist en zanger en een van de oprichters van de band America.
Hij was zeer muzikaal en begon al met pianospelen op 3-jarige leeftijd. Iedere zomer was hij in Engeland te vinden en dat heeft dan ook zijn muziek beïnvloed. Toen zijn vader in 1967 gestationeerd werd op een legerbasis vlak bij Londen, moest hij daar ook naar school en speelde hij in verschillende bands. Daar ontmoette hij ook de latere bandleden van America, Dewey Bunnell en Dan Peek.
Gerry Beckley heeft met veel verschillende artiesten samengewerkt, onder wie Carl Wilson van The Beach Boys en Robert Lamm van Chicago. Hun gezamenlijke album Like a Brother kwam in 2000 uit.
De laatste jaren woont hij met zijn gezin in Californië in de San Fernando Valley.

## Albums
- Gerry Beckley Van Go Gan (1995)
- Gerry Beckley Go Man Go (2000)
- Beckley, Lamm & Wilson Like A Brother (2000)
- Gerry Beckley Horizontal Fall (2006)
- Gerry Beckley Happy Hour (2009)

## Sessies (selectie)
- Mike Hugg Somewhere (1972)
- Dan Fogelberg Souvenirs (1974)
- Ricci Martin Beached (1977)
- Rick Danko Rick Danko (1977)
- Dennis Wilson Pacific Ocean Blue (1977)
- Dave Mason Mariposa De Oro (1978)
- Jimmy Webb Angel Heart (1982)
- Various Artists Cry Baby – Original Soundtrack (1990)
- Modern Folk Quartet Highway 70 (1995)
- Various Artists For The Love Of Harry – Everybody Sings Nilsson (1995)
- Robert Lamm In My Head (1999)
- Jeff Larson Room For The Summer (2000)
- Jeffrey Foskett Twelve And Twelve (2000)
- Les Deux Love Orchestra Music From Les Deux Cafés (2001)
- Jeff Larson Fragile Sunrise (2002)
- Low Trust (2002)
- Robert Lamm Subtlety And Passion (2003)
- Jeff Larson Sepia (2004)
- Low Great Destroyer (2005)
- Les Deux Love Orchestra King Kong (2005)
- Brian Wilson a.o. One World Project (2005)
- Bill Mumy With Big Ideas (2006)
- Al Jardine A Postcard From California (2009)
- Jeff Larson Heart Of The Valley (2009)
- Nick Vernier Band Sessions (2010)